# Heblos
Heblos ist ein Dorf in Oberhessen mit ca. 350 Einwohnern und Ortsteil der Kreisstadt Lauterbach des mittelhessischen Vogelsbergkreises.

## Geschichte

### Ortsgeschichte
Der Ort wurde erstmals 812 als Hebenoldes urkundlich erwähnt. Dies bedeutet so viel wie „Wohnsitz des Epanolt“. Schon damals war das Dorf im Besitz der Riedesel zu Eisenbach, bis es 1806 hessisch wurde. Im Jahr 1711 wurde in Heblos eine kleine Fachwerkkirche gebaut, wie man sie in manchem Vogelsbergdorf findet.
Die Statistisch-topographisch-historische Beschreibung des Großherzogthums Hessen berichtet 1830 über Mainzlar:

„Heblos (L. Bez. Lauterbach) evangel. Filialdorf; liegt im Vogelsberg 1⁄2 St. von Lauterbach und gehört dem Freiherrn von Riedesel, hat 31 Häuser und 211 evangelische Einwohner, so wie eine Mahlmühle. – Heblos wird gelegenheitlich der Einweihung der Kirche zu Schlitz, den 11. September 812, unter dem Namen Ebenoldes genannt, und wurde dieser Kirche zugetheilt.“

1856 zählte der Ort um die 240 Einwohner, 1910 waren es 267 evangelische Bürger. Der Gemarkung fehlte, so heißt es in einer Aufstellung aus dem Jahre 1856, der Wald. Es gab kleine und mittlere Brauereien und „wohlhabende Landwirte“. Es wurden Viehzucht, Milcherei und Fruchtbau betrieben, wobei Hülsenfrüchte eine wichtige Rolle für die Ernährung spielten. Nicht ohne Grund nannte der Volksmund die Hebloser Landwirte wohl „Linsenbauern“. Am Brennerwasser stand eine Mühle. Viele Jahrzehnte gehörte Rimlos zu Heblos, ehe es nach dem Zweiten Weltkrieg selbstständig wurde.
Beide Dörfer hatten 1948 zusammen 490 Einwohner. Neben einigen größeren Bauernhöfen wies das Dorf zwei Schreinereien und einen Maurerbetrieb auf. Heblos und Rimlos gehörten zum Kirchspiel Lauterbach. 1890 entstand ein Schulhaus, in dem 1910 fünfzig Kinder einklassig unterrichtet wurden.
Hessische Gebietsreform (1970–1977)
Im Zuge der Gebietsreform in Hessen wurde Heblos zum 31. Dezember 1971 auf freiwilliger Basis in die Kreisstadt Lauterbach eingegliedert. Für Heblos, wie für die übrigen durch die Gebietsreform in die Stadt Lauterbach eingegliederten Gemeinden, wurde ein Ortsbezirk mit Ortsbeirat und Ortsvorsteher eingerichtet.

### Verwaltungsgeschichte im Überblick
Die folgende Liste zeigt die Staaten und Verwaltungseinheiten, denen Heblos angehört(e):
- 1341: Heiliges Römisches Reich, Gericht Lauterbach der Freiherren Riedesel
- vor 1567: Heiliges Römisches Reich, Oberherrschaft: Landgrafschaft Hessen, Zent Lauterbach der Riedesel Freiherr zu Eisenbach
- ab 1567: Heiliges Römisches Reich, Oberherrschaft: Landgrafschaft Hessen-Marburg, Zent Lauterbach (zur Herrschaft Riedesel)[8]
- 1604–1648: Heiliges Römisches Reich, strittig zwischen Landgrafschaft Hessen-Darmstadt und Landgrafschaft Hessen-Kassel (Hessenkrieg)
- ab 1604: Heiliges Römisches Reich, Landgrafschaft Hessen-Darmstadt, Zent Lauterbach (Freiherren Riedesel zu Eisenbach)[9]
- 1787: Heiliges Römisches Reich, Landgrafschaft Hessen-Darmstadt (Oberfürstentum Hessen), Oberamt Alsfeld, Zent Lauterbach (Freiherren Riedesel zu Eisenbach)
- ab 1806: Großherzogtum Hessen (Souveränitätslande),[Anm. 2] Fürstentum Oberhessen, Oberamt Alsfeld, Zent Lauterbach (zur Herrschaft Riedesel)[10]
- ab 1815: Großherzogtum Hessen (Souveränitätslande), Provinz Oberhessen, Amt Lauterbach  (zur Herrschaft Riedesel)
- ab 1821: Großherzogtum Hessen, Provinz Oberhessen, Landratsbezirk Herbstein[Anm. 3]
- ab 1825: Großherzogtum Hessen, Provinz Oberhessen, Umbenennung in Landratsbezirk Lauterbach
- ab 1848: Großherzogtum Hessen, Regierungsbezirk Alsfeld
- ab 1852: Großherzogtum Hessen, Provinz Oberhessen, Kreis Lauterbach
- ab 1867: Norddeutscher Bund,[Anm. 4] Großherzogtum Hessen, Provinz Oberhessen, Kreis Lauterbach
- ab 1871: Deutsches Reich, Großherzogtum Hessen, Provinz Oberhessen, Kreis Lauterbach
- ab 1918: Deutsches Reich (Weimarer Republik), Volksstaat Hessen, Provinz Oberhessen, Kreis Lauterbach
- ab 1938: Deutsches Reich, Volksstaat Hessen, Landkreis Lauterbach[11][Anm. 5]
- ab 1945: Amerikanische Besatzungszone,[Anm. 6] Groß-Hessen, Regierungsbezirk Darmstadt, Landkreis Lauterbach
- ab 1946: Amerikanische Besatzungszone, Hessen, Regierungsbezirk Darmstadt, Landkreis Lauterbach
- ab 1949: Bundesrepublik Deutschland, Hessen, Regierungsbezirk Darmstadt, Landkreis Lauterbach
- ab 1972: Bundesrepublik Deutschland, Hessen, Regierungsbezirk Darmstadt, Vogelsbergkreis, Stadt Lauterbach
- ab 1981: Bundesrepublik Deutschland, Hessen, Regierungsbezirk Gießen, Vogelsbergkreis, Stadt Lauterbach

## Bevölkerung

### Einwohnerstruktur 2011
Nach den Erhebungen des Zensus 2011 lebten am Stichtag dem 9. Mai 2011 in Heblos 363 Einwohner. Darunter waren keine Ausländer. Nach dem Lebensalter waren 54 Einwohner unter 18 Jahren, 141 zwischen 18 und 49, 87 zwischen 50 und 64 und 78 Einwohner waren älter. Die Einwohner lebten in 156 Haushalten. Davon waren 39 Singlehaushalte, 45 Paare ohne Kinder und 54 Paare mit Kindern, sowie 12 Alleinerziehende und 6 Wohngemeinschaften. In 33 Haushalten lebten ausschließlich Senioren und in 102 Haushaltungen lebten keine Senioren.

### Einwohnerentwicklung
| • 1795: | 174 Einwohner            |
| • 1800: | 174 Einwohner            |
| • 1806: | 194 Einwohner, 28 Häuser |
| • 1829: | 211 Einwohner, 31 Häuser |
| • 1867: | 249 Einwohner, 37 Häuser |

| Heblos: Einwohnerzahlen von 1785 bis 2015 | Heblos: Einwohnerzahlen von 1785 bis 2015 | Heblos: Einwohnerzahlen von 1785 bis 2015 | Heblos: Einwohnerzahlen von 1785 bis 2015 | Heblos: Einwohnerzahlen von 1785 bis 2015 |
| --- | ----------------------------------------- | ----------------------------------------- | ----------------------------------------- | ----------------------------------------- |
| Jahr |                                           |                                           |                                           | Einwohner                                 |
| 1785 | 1785                                      |                                           | 174                                       | 174                                       |
| 1800 | 1800                                      |                                           | 174                                       | 174                                       |
| 1806 | 1806                                      |                                           | 194                                       | 194                                       |
| 1829 | 1829                                      |                                           | 211                                       | 211                                       |
| 1834 | 1834                                      |                                           | 234                                       | 234                                       |
| 1840 | 1840                                      |                                           | 237                                       | 237                                       |
| 1846 | 1846                                      |                                           | 247                                       | 247                                       |
| 1852 | 1852                                      |                                           | 240                                       | 240                                       |
| 1858 | 1858                                      |                                           | 236                                       | 236                                       |
| 1864 | 1864                                      |                                           | 240                                       | 240                                       |
| 1871 | 1871                                      |                                           | 256                                       | 256                                       |
| 1875 | 1875                                      |                                           | 260                                       | 260                                       |
| 1885 | 1885                                      |                                           | 261                                       | 261                                       |
| 1895 | 1895                                      |                                           | 266                                       | 266                                       |
| 1905 | 1905                                      |                                           | 260                                       | 260                                       |
| 1910 | 1910                                      |                                           | 277                                       | 277                                       |
| 1925 | 1925                                      |                                           | 265                                       | 265                                       |
| 1939 | 1939                                      |                                           | 293                                       | 293                                       |
| 1946 | 1946                                      |                                           | 396                                       | 396                                       |
| 1950 | 1950                                      |                                           | 386                                       | 386                                       |
| 1956 | 1956                                      |                                           | 338                                       | 338                                       |
| 1961 | 1961                                      |                                           | 349                                       | 349                                       |
| 1967 | 1967                                      |                                           | 328                                       | 328                                       |
| 1970 | 1970                                      |                                           | 317                                       | 317                                       |
| 1980 | 1980                                      |                                           | ?                                         | ?                                         |
| 1990 | 1990                                      |                                           | ?                                         | ?                                         |
| 2003 | 2003                                      |                                           | 388                                       | 388                                       |
| 2005 | 2005                                      |                                           | 369                                       | 369                                       |
| 2010 | 2010                                      |                                           | 364                                       | 364                                       |
| 2011 | 2011                                      |                                           | 363                                       | 363                                       |
| 2015 | 2015                                      |                                           | 343                                       | 343                                       |
| Datenquelle: Historisches Gemeindeverzeichnis für Hessen: Die Bevölkerung der Gemeinden 1834 bis 1967. Wiesbaden: Hessisches Statistisches Landesamt, 1968. Weitere Quellen: ; Zensus 2011 |                                           |                                           |                                           |                                           |

### Historische Religionszugehörigkeit
| • 1830: | 211 evangelische (= 100 %) Einwohner                               |
| • 1961: | 291 evangelische (= 83,38 %), 55 katholische (= 15,76 %) Einwohner |

## Politik
Ortsvorsteher ist Bernd Höhl (Stand:Juni 2022).

## Sehenswürdigkeiten
Siehe auch: Liste der Kulturdenkmäler in Heblos
- alte Schule
- alte Mühle
- altes Feuerwehrhaus
- Kirche

## Vereine
- Theatergruppe Heblos
- Sportfreunde aus Heblos und Sickendorf e. V. i. G. (ehemals Kirmesclub aus Heblos und Sickendorf GbR & Co.)
- Spvgg 1951 HAS Heblos e. V.
- Heblos Rabbits Baseball (Abteilung der Spvgg 1951 HAS Heblos e. V.)
- Freiwillige Feuerwehr Heblos (die Einsatzabteilung der Freiwilligen Feuerwehr Heblos ist eingegliedert in Feuerwehr Lauterbach Löschzug-West zusammen mit den Nachbarorten Allmenrod und Sickendorf)

## Wirtschaft und Infrastruktur

### Öffentliche Einrichtungen
Es gibt ein Dorfgemeinschaftshaus mit Fußball- bzw. Baseballplatz.

### Verkehr
Durch den Ort verlaufen die Landesstraße L 3161 und die Kreisstraße K 117. Südlich von Heblos verläuft die Bahnstrecke Gießen–Fulda.